# Ústav pro výzkum motorových vozidel

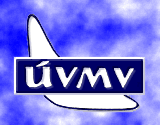
Logo ÚVMV

Ústav pro výzkum motorových vozidel (zkráceně ÚVMV) byl vědeckotechnický institut v bývalém Československu, který měl za úkol spolupracovat s automobilkami a jinými strojírenskými podniky a poskytovat jim odbornou a vývojovou základnu pro ty výzkumné a vývojové práce, které by jeden podnik sám nezvládl, a rovněž řešení úkolů technického rozvoje zadaných nadřízenými orgány. Organizačně patřil ÚVMV pod generální ředitelství Československých automobilových závodů (ČAZ), kam patřili i všichni českoslovenští výrobci automobilů a jejich příslušenství.
V 70. až 80. letech 20. století byl ÚVMV vedoucím výzkumným institutem ve strojírenském a motoristickém oboru v Československu, co do četnosti a kvality strojařských i ekonomických výpočtů a analýz byl špičkou v rámci zemí RVHP a zaměstnával řádově stovky konstruktérů, programátorů, mechaniků a dalších nezbytných profesí po celém Československu. Dostupný údaj hovoří o cca 2000 pracovnících na konci 80. let minulého století.

## Před vznikem Ústavu
Již v době meziválečného Československa přední odborníci z automobilového průmyslu, sdružení v zájmové organizaci Spolek inženýrů automobilového průmyslu (SJA) od roku 1920, připravovali vznik ústředního národního vědeckotechnického institutu pro výzkum a zkoušení motorových vozidel v RČS. S jeho založením se však stále otálelo a výzkum i vývoj si proto stále prováděly jednotlivé automobilky samostatně. Prvním faktickým krokem k jeho vzniku se tak stal až 28. říjen 1945, kdy byly na základě Košického vládního programu dekretem prezidenta republiky dr. Edvarda Beneše znárodněny všechny velké podniky včetně rozhodujících strojírenských koncernů Škoda, Ringhoffer-Tatra, ČKD či Královopolská, ale i menších podniků typu Jawa apod. Z rozhodnutí dosluhující exilové vlády tak byly násilně zpřetrhány dosud přirozeně fungující vertikály koncernových podniků a došlo k umělému horizontálnímu spojení podniků podle příbuznosti výrobních oborů. Výroba automobilů a motocyklů tehdy začala organizačně spadat pod Ministerstvo průmyslu a věcně pod národní podnik Československé závody kovodělné a strojírenské (ČZKS). Nepřirozenost nového podniku s politickým vedením a objemným úředním aparátem na jedné straně, a technická i výrobní roztříštěnost dosud si konkurujících podniků včetně soupeřivosti jejich konstruktérů na druhé straně, znamenaly stále větší nevyjasněnost koncepcí a nejasnou budoucnost celého oboru. Na podzim 1945 pak Ministerstvo průmyslu vyhlásilo soutěž na ideální osobní automobil pro poválečné Československo, čímž byly zavrženy jakékoliv možnosti pokračovat v soudobých konstrukcích s výjimkou povolené (!) výroby typů Škoda 1101, Tatra 87 a stokusové ověřovací série Jawa Minor. Ostatní dosud vyráběné typy bylo povoleno dokončit jen do úplného výběhu (např. Tatra 57, Škoda Rapid), o rok později bylo povoleno obnovit výrobu typu Škoda Superb a v náhradních prostorách za zcela vybombardovanou vysočanskou automobilku Praga vzniklo pár set kusů Praga Lady.
V září 1946 do Československa přicestoval zmocněnec vlády USA pro automobilový průmysl Dr. Alex Taub, ve kterém československá i americká vláda spatřovaly naději pro koncepční řešení zmíněných (de facto však uměle vyvolaných) problémů oboru. Souběžně s tím byl v říjnu 1946 přijat vládní Dvouletý hospodářský plán, který v rámci obnovy hospodářství v letech 1947–48 už napevno zaváděl centrální řízení podniků z resortu Ministerstva průmyslu. Zejména nedostatečná výkonnost dodavatelů příslušenství (mnohé podniky dosud neobnovily výrobu po spojeneckém bombardování z jara 1945 a na italské a německé dodavatele platilo embargo) vedly k tomu, že mohly být pokrývány pouze aktuální a přitom nezbytné potřeby národního hospodářství. Státní vedení resortu proto rozdělilo výrobní program mezi jednotlivé továrny podle jejich aktuálních schopností:
- Tatra Kopřivnice pro vývoj a výrobu těžkotonážních terénních nákladních automobilů pro armádní i civilní použití (zejména typ Tatra 111, tím byl zrušen obdobný výrobní program v plzeňské Škodě);
- Auto Praga-AZKG pro vývoj, výrobu a odbyt střednětonážního terénního nákladního automobilu (Praga RN/RND, byla sem převedena i výroba automobilu Škoda 150 / Aero 150 / Praga A 150);
- AZNP Mladá Boleslav pro vývoj a výrobu osobního automobilu pro civilní odbyt (Škoda 1101), včetně vývoje a výroby pancéřovaných vládních limuzín na podvozku osobního automobilu (Škoda VOS);
- ostatní produkce automobilek byla utlumena nebo delimitována do výroby subdodávek, či příslušenství motorových vozidel a poprodejních služeb těmto hlavním výrobcům v zemi, i jiným výrobcům motorových vozidel.

Souběžně s tím Dr. Taub zpracovával dokument s názvem Československý projekt, kterým hodlal řešit veškerý československý automobilový průmysl i s přesahem do jiných oborů – tedy od motocyklů a osobních i nákladních automobilů, přes autobusy a trolejbusy (a částečně i tramvaje) až po traktory. Tento smělý plán však příliš nereflektoval dosavadní konstrukce vozidel Škoda, Praga, Tatra ani Jawa, a snažil se zavádět zcela nové konstrukce prakticky ignorující předválečný i utajený válečný vývoj v jednotlivých továrnách, přesto však byl částečně proveden už výše uvedeným ministerským rozhodnutím. V přímé návaznosti na probíhající práci dr. Tauba byly v letech 1946–48 zorganizovány tři půlroční stáže předních československých odborníků z oboru automobilového i železničního průmyslu do USA, kde sbírali podněty k efektivní obnově poválečné produkce v jejich zaměstnavatelských továrnách v Československu. Souhrnnou zprávu z jedné takové cesty podal Prof. Ing. Jan Petránek z Fakulty strojní ČVUT pod názvem Zkoušení a výzkum automobilů v USA (29 stran), se závěrem: „Vybudování výzkumné základny, v mezinárodní spolupráci a s podporou státu, je nutností.“
V souvislosti s převratem v roce 1948 byly sice Taubovy koncepce zavrženy a on sám při svém odletu z Československa dne 30. června 1948 čelil tlaku bezpečnostních orgánů, centralizace průmyslu však na vznik společného vývojového institutu tlačila přirozeně a nakonec byla tedy v roce 1950 jmenována přípravná skupina pro založení vytyčeného ústavu. Z jejích členů měli nakonec rozhodující vliv pozdější ředitel Ústavu Dr. Ing. Bohumír Mimra a také Ing. Josef Zenker, který jako hlavní inženýr AZKG prosadil delimitaci prostor pro budoucí sídlo ústavu v Praze-Libni, kde předtím sídlila konstrukční kancelář a zkušebny osobních vozů Praga. Tím bylo pro vznikající ústav zajištěno i prvotní diagnostické a laboratorní vybavení. Na postupném zakládání jednotlivých specializovaných skupin ústavu se pak podíleli zejména Karel Jabornický, Ing. Vladimír Jahn, Ing. Karel Koldovský a Ing. Vladimír Korbel.

## Charakteristika ústavu

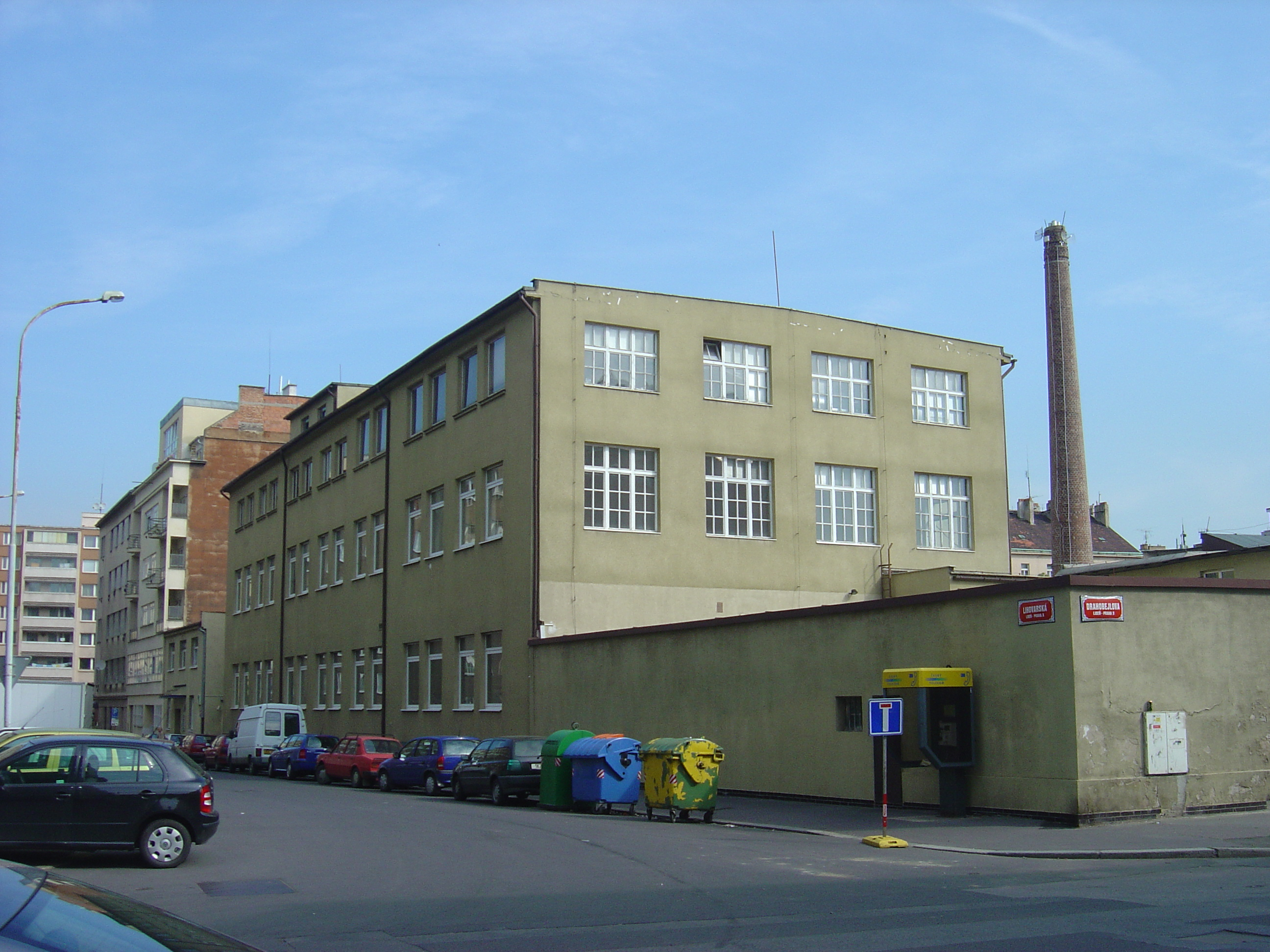
Sídlo (bývalého) ÚVMV v Lihovarské ulici, Praha. Stav červen 2005.

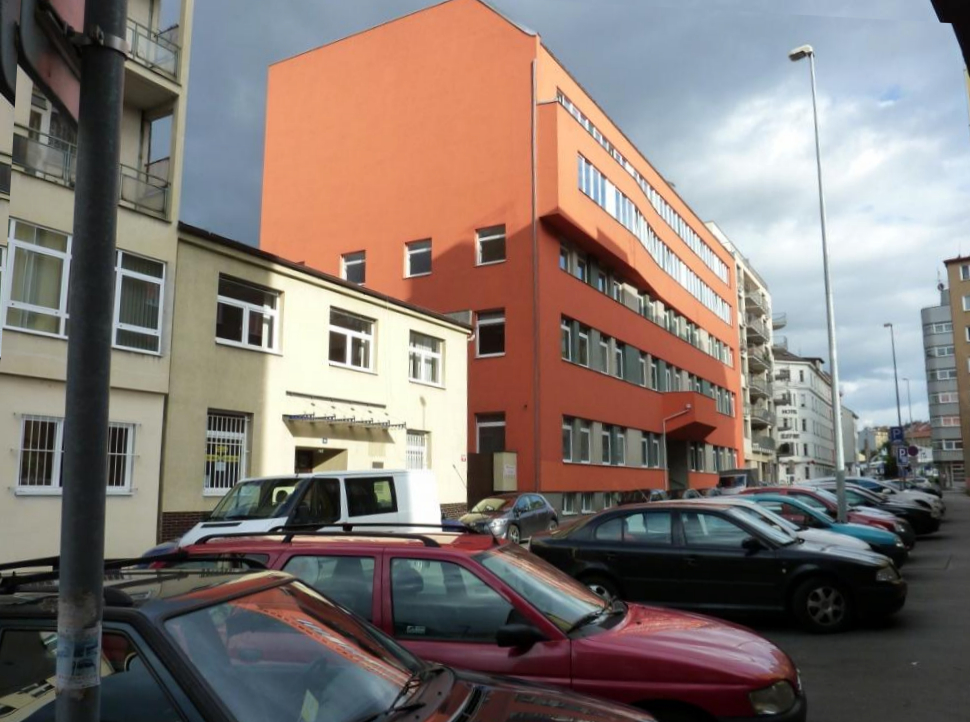
Sídlo (bývalého) ÚVMV v Lihovarské ulici, Praha – stav 1. 9. 2010

Z původně resortní organizace Ministerstva všeobecného strojírenství se po sloučení s Výzkumným ústavem příslušenství motorových vozidel stala samostatná hospodářská jednotka s těmito předměty činnosti:
- výzkum a vývoj z oblasti stavby motorových a přípojných vozidel, jejich částí a příslušenství
- výzkum a vývoj konstrukce a ověřování měřících a zkušebních zařízení vozidel, včetně tvorby metod
- automatizace předvýrobních etap stavby a zkoušení vozidel a příslušenství výpočetní technikou
- zkušebnictví motorových a přípojných vozidel včetně příslušenství se státní a mezinárodní působností (EHK)
- technické a technicko-ekonomické služby v oblasti vědeckotechnického rozvoje automobilového průmyslu
- oborová normalizace, patento-právní ochrana, vědecké, technické a ekonomické informace, zahraniční vědecko-technická spolupráce.

Hlavním posláním ÚVMV tak byl základní a aplikovaný výzkum a zkušebnictví v oboru motorových vozidel – řešení výzkumných úkolů v oboru motorových vozidel probíhalo především podle plánu vědecko-výzkumných prací, schváleného a financovaného generálním ředitelstvím ČAZ. Podle požadavků jednotlivých výrobních podniků potom ústav zajišťoval účinnou pomoc na projektech a při vývoji vozidel a jejich prvků a předkládal návrhy na odstranění nedostatků.
ÚVMV tedy připravoval podklady pro výzkum se zaměřením na studium hlavních směrů rozvoje techniky oboru ve světě, navrhoval řešení pro náš automobilový průmysl a zajišťoval podklady pro účely sestavení dlouhodobého plánu rozvoje oboru a pro vypracování výhledových koncepcí (unifikovaných řad) typů vozidel a jejich částí. Prováděl také technicko-ekonomické rozbory výhledových konstrukčních koncepcí vozidel a jejich částí, v této souvislosti vypracovával také pokrokové měřící metody a vyvíjel nová speciální měřící zařízení pro zkoušky motorových vozidel, podílel se na zkouškách vývojových prototypů po stránce funkční, ekonomické a životnostní.
V rámci ÚVMV byla zřízena autorizovaná zkušebna pro celý obor vozidel ČSSR. Jejím cílem byla nejužší spolupráce s výrobními podniky a to již od projektových prací, přes zkoušky prototypů a ověřovacích sérií až po namátkové zkoušky sériových výrobků, současně s návrhy na opatření k dosažení stanovených technických parametrů a nejvyšší kvality. Zkušebna taktéž prováděla hodnocení jízdních vlastností dodaných vzorků zahraničních vozidel pro porovnání s našimi domácími výrobky.
ÚVMV měl jako jediný výzkumný ústav v socialistických zemích autorizaci generálního tajemníka OSN pro provádění všech zkoušek EHK (Evropská hospodářská komise), které se týkaly pasivní i aktivní bezpečnosti, jakož i ochrany osob a životního prostředí. Ústav prováděl tyto zkoušky s udělováním homologačních osvědčení nejen pro československá vozidla, ale i pro vozidla vyráběná v NDR, PLR, FLRJ. Taková osvědčení byla nezbytným předpokladem pro export do západních zemí a provádění takových zkoušek bylo významným devizovým zdrojem i úsporou.
Ústav zajišťoval patentoprávní průzkum a průmyslovou právní ochranu a současně také centrální normalizační činnost v oboru motorových vozidel, s návazností na normalizační vývoj mezinárodní. Proto také pomáhal a účastnil se vědecko-technické spolupráce s jinými státy, především se zeměmi RVHP jako vedoucí pracoviště ČAZ pro tuto spolupráci, která souvisela s pracemi v rámci 7. sekce RVHP pro strojírenství.

## Činnost v oblasti vědy
ÚVMV vytvářel zázemí a experimentální základnu pro vědeckou práci řadě nových vědeckých pracovníků v široké oblasti vědeckých disciplín. Ti, kteří z nich obhájili své projekty na vysokých školách akreditovaných pro příslušné vědní obory, byli postupně: Oldřich Machalický (vstřikovací čerpadla), Pavel Kubín (měřící technika), Zdeněk Koutný (stabilita jízdních souprav při brzdění), Edmund Hünnigen (nestacionární proudění v potrubí u motorů), Čestmír Šalamoun (ozubené převody), Milan Apetaur (dynamika jízdy automobilů), Jiří Burian (měřící technika), Štefan Kotoč (tepelný oběh a přeplňování motorů). Miroslav Hanke (tenzometrie a matematická statistika ve zkušebnictví), Pavel Urban (teorie a rušení hluku a elektromagnetických vln vozidel), Ivo Schwaller (chlazení, klimatizace), Miloš Suchý (ozubené převody), Antonín Hau (hydrodynamické měniče, automatické převodovky), Miroslav Fabián (odpružení a tlumení náprav), Jiří Šubrt (podvozky), František Opička (simulace jízdy vozidla), Petr Khun (optika světlometů), Jiří Kubricht (protiblokovací brzdové systémy ABS), Kamil Bébr (dynamika vačkových mechanizmů), František Havlín (nestacionární proudění v potrubí u motorů), Jiří Hofhanzl (převodová ústrojí), Jan Humlhans (servomechanika), Miloslav Hromíř (pevnost a pružnost), František Hrubec (zkušebnictví), Václav Tajzich (ozubené převody), František Žalud (spolehlivost a životnost) a ze zahraničních Oleg K. Šachbazov (brzdové zpomalovače).
Vědečtí pracovníci ÚVMV úzce spolupracovali s odbornými katedrami vysokých škol a Akademie věd a se všemi výrobními podniky oboru, a to také v mezinárodním měřítku. Vypracovali a vydali stovky výzkumných zpráv, programů a publikací v renomovaných časopisech, včetně mnoha přihlášek vynálezů. Výsledky jejich práce nalezly uplatnění a přímé aplikace nejen v automobilovém strojírenství, ale i v jiných průmyslových a vědních oborech.
ÚVMV tak postupně vytvořil skupinu vlastních školitelů vědeckých aspirantů pro všechny tyto obory a disciplíny. Další vědečtí pracovníci byli do ústavu přijati z jiných míst. Ústav mohl takto poskytovat znalecké posudky a oponentury československým podnikům, institucím a vysokým školám pro jejich projekty, vývojové a habilitační práce. V nezbytných případech delegoval své odborné kádry a specialisty závodům a nadřízeným orgánům dlouhodobě i natrvalo – například na post vedoucího odboru dlouhodobého rozvoje trustu GŘ ČAZ Josefa Zenkera, do téhož trustu podle dalších odborných profesí Josefa Kárníka, Zdeňka Kopala, Stanislava Pelikána a Jiřího Opatrného, pro AZNP celý kolektiv vedený Petrem Hrdličkou, pro závod Praga Karla Koldovského, pro Sekretariát RVHP v Moskvě a pro konzultace v severní Koreji Štefana Kotoče, pak v obchodních zájmech státu v zemích blízkého východu a Afriky Jana Jerieho, Milana Popilku, Jiřího Herynka a další.
Až na období, kdy v Československu ještě počítače neexistovaly, bylo náplní vědeckých prací a aspirantur převážně zdokonalování teorií a vytváření matematických modelů, algoritmů a programů pro výpočty, simulování a vyhodnocování reálných procesů. Vědečtí pracovníci většinou i sami programovali své úlohy pro samočinné počítače – zpočátku pro vlastní počítače analogové (MEDA 1, MEDA 2), později již výhradně pro počítače číslicové. Využívali při tom všech dostupných počítačů v Praze, nevyjímaje prvních historických (SAPO, ZUSE, Ural, Minsk, IBM). Souběžně s instalací vlastních počítačů využíval ústav profesionální programátory a operátory z vlastních řad i z externích zdrojů (META, Výzkumný ústav pro stavbu strojů, Kancelářské stroje, Mototechna).

## Činnost v oblasti výzkumu a vývoje

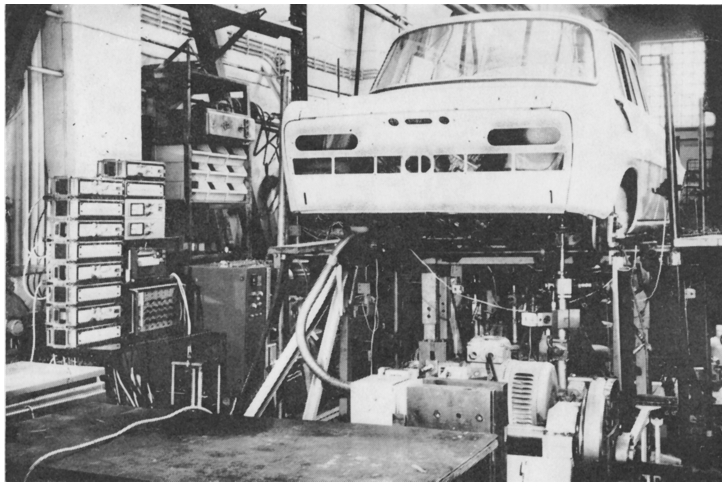
Programová kmitací zkouška karoserie Š 100 na hydropulsní pětiválcové dynamické zkušebně

ÚVMV vyvíjelo pro automobily prakticky vše, často i proti vůli výrobců – typickým příkladem je modernizace osobního automobilu Škoda 105/120, kdy model M z roku 1983 akceptoval prakticky všechny modernizační zásahy ÚVMV a naopak vlastní pokus automobilky o modernizaci modelem Maxi neuspěl. ÚVMV byl v určitých směrech pokročilejší než sám výrobce a vládlo v něm svobodnější tvůrčí prostředí.
ÚVMV prováděl mimo jiné výpočty a projektování převodovek a dílčích ozubených soukolí prakticky na vše, co se v ČSSR vyrábělo a svými silami dokázal vyrábět i menší série některých strojních celků. Jedním z prvních úkolů byla úprava hlučných převodů zadní nápravy pro Tatru 603 nebo Škodu Octavia, dále ústav vyvinul rozvodovku pro Škodu 1203, přiměl kopřivnickou Tatru k vývoji zcela nové převodovky a motoru pro model Tatra 815. Intenzivní spolupráci s ústavem měl i výrobce nákladních automobilů LIAZ (díky tomu ten patřil v ČSSR k těm modernějším podnikům).

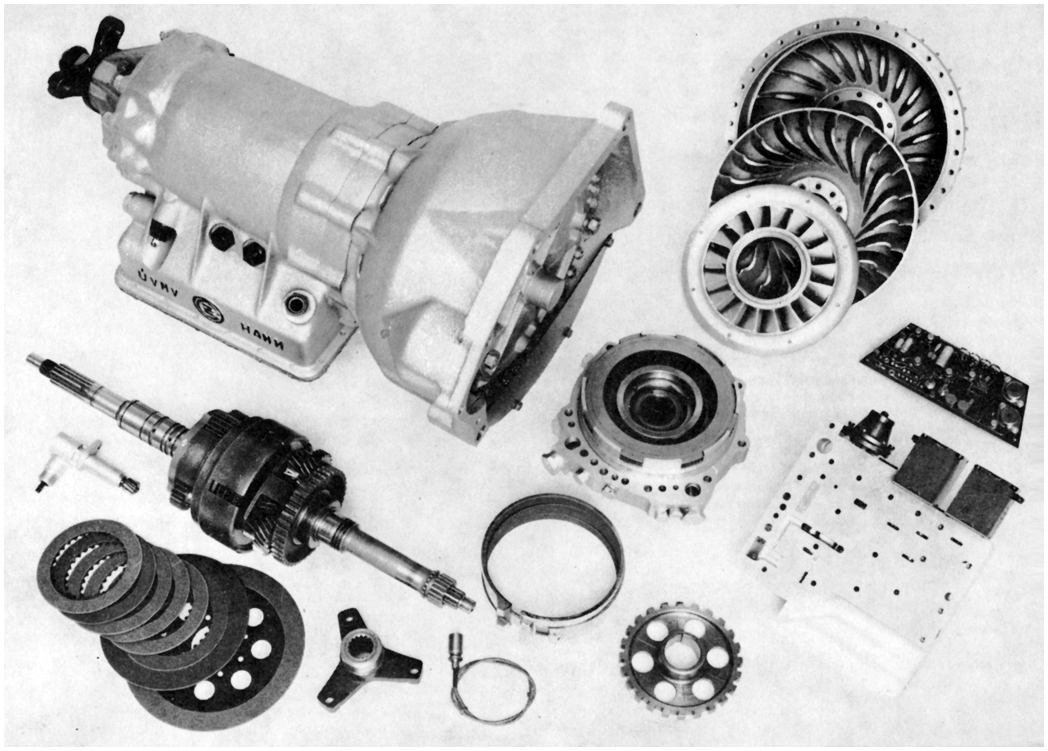
Automatická převodovka pro osobní automobil - řešení ÚVMV, spolupráce ČZM a NAMI. rozložená na hlavní součásti

Obdobně tomu počítal a projektoval ústav vačky a rozvodové mechanizmy pro široký okruh jejich výrobců a opravárenství včetně ČKD, ZŤS Martin, ČSAO a pro výrobce vstřikovacích čerpadel Motorpal. Ústav zhotovoval pro tyto partnery ve vlastních dílnách i souřadnicově broušené vzorové vačky, matiční vačky kopírovacích brusek, ale v kooperaci též například 16dílnou sadu vačkových hřídelů pro motor nového vozu Tatra 613, jimiž byl vyřešen nadměrný hluk ventilového rozvodu. Ústav vyřešil v r. 1985 také problém nedostatečného výkonu motorů a neúnosného pracovního prostředí v hlubinných ostravských uhelných dolech a to vývojem spalování výkonnějšího vznětového motoru pro důlní lokomotivu BL 100 (ZŤS Martin). Motor splnil mimořádně náročné důlní normy na emise škodlivin a přispěl k odstranění nedostatku uhlí ve státě z domácí těžby.
Pracovníci ÚVMV byli z velké části zapálení odborníci a jako takoví mohli častěji jezdit na studijní cesty k zahraničním podnikům, počínaje sovětským a maďarským automobilovými výzkumnými ústavy NAMI a Autókut, přes maďarskou Rábu a švýcarský Oerlikon až po americké General Motors, kongresy FISITA a autosalony, čímž získávali pro náš průmysl cenné know-how a smlouvy o spolupráci.
ÚVMV disponoval již od r. 1966 vlastní dobově moderní výpočetní technikou – zpočátku to byl sovětský počítač Minsk-22 (zprvu programován bez operačního systému [OS] v binárním strojovém kódu, později autokód MAT a od roku 1967 OS FEL System s jazykem Fortran) a analogový počítač vlastní československé konstrukce MEDA Archivováno 25. 5. 2011 na Wayback Machine.. V 70. letech se po značném úsilí podařilo dovézt embargované americké 16bitové minipočítače Hewlett-Packard HP 2100s pro zpracování signálů z měřicích magnetofonů a Digital Equipment PDP-11/70 se sítí vzdálených terminálů ve vývojových odděleních všech automobilek. Obdoba současných počítačových sítí tedy v Československu fungovala již v polovině 80. let a spojovala pět pracovišť ÚVMV s dalšími sedmi podniky v republice. V závěru své existence (1989) bylo vybavení rozšířeno o počítač SM 52/12 (slovenskou kopii výkonného 32bitového počítače DEC VAX-11/780) a doplňováno o první modely PC. Díky tomu bylo možné provádět v ÚVMV velké množství strojařských i ekonomických výpočtů. V tomto ohledu byl ÚVMV na špičce v rámci zemí RVHP a velmi solidně byl vnímán i v kapitalistických zemích.

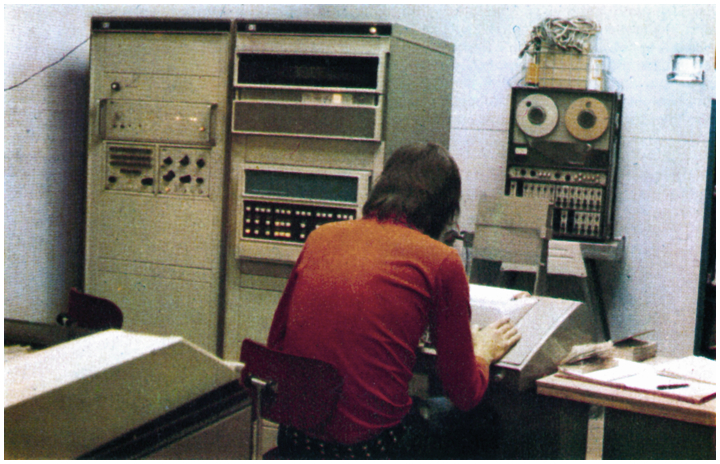
Počítač HP 2100s zpracovává měření z měřícího magnetofonu systémem SADKO

ÚVMV tedy vlastními silami metodicky, algoritmicky a programově vyvinul systémy několika stovek matematických modelů a počítačových programů pro různé strojařské, ale okrajově i ekonomické. Za zmínku stojí systém programů pro statistické zpracování údajů získaných z měřících magnetofonů (časových řad) využívaných pro analýzy kmitavých vlastností konstrukcí, jejich únosnosti, namáhání, hluku, vibrací a životnosti (SADKO - Systém analogově-digitálního konvertoru). Díky tomu se mohly zavést tzv. urychlené životnostní zkoušky vozidel a agregátů. Tím pak mohl být i osobní automobil Škoda Favorit vyvinut a připraven do sériové výroby za pouhého dva a půl roku, mnohem dříve než by to trvalo i výrobcům v západních zemích. Unikátní systém SADKO byl využíván i v jiných oblastech průmyslu.
V ÚVMV byly vytvořeny matematické modely a programové systémy také pro kompletní řešení hnacího ústrojí automobilu, pro výpočty hydrodynamických měničů automatických převodovek, pro řešení mechaniky (kinematiky, statiky a dynamiky) různých prostorových mechanizmů automobilu, zvláště pak řízení, zavěšení kol a náprav, kloubových hřídelů a taktéž univerzální matematický model tepelného oběhu spalovacích motorů, podle něhož byl v moskevském institutu NAMI vypracován společný program zemí RVHP, simulující práci pístového spalovacího motoru. ÚVMV tak již koncem 70. let dovedl počítačem měřit, vyhodnocovat a simulovat chování od samostatných konstrukcí až po celý automobil v podmínkách odpovídajících reálnému provoznímu prostředí, což se jako převratná novinka uplatnila v ČR až mnohem později. Tyto progresivní postupy a výpočtové schopnosti ÚVMV však byly dlouho nedoceněnou činností, což vedlo k zaostávání řady strojírenských výrobků za zahraniční konkurencí. Kolektiv analytiků a programátorů ústavu se zabýval i programováním ekonomických úloh pro účtárny a operativní plánování výroby v podnicích (Ing. F. Pik, Ing. J. Motyčka aj.)
Například v roce 1975 byl ústav řešitelem následujících státních úkolů:
- zvýšení spolehlivosti automobilů,
- snížení škodlivých exhalací spalovacích motorů,
- systém racionálních metod konstruování,
- stavba silničních dopravních prostředků podle současných a perspektivních požadavků na bezpečnost,
- výzkum mechanizmů porušování kovových materiálů v různých podmínkách provozního namáhání, k prodloužení životnosti a zvyšování spolehlivosti důležitých částí strojů a zařízení,
- výzkum životnosti a spolehlivosti povrchových ochran silničních motorových vozidel,
- měření oktanových čísel autobenzinu a stanovení příslušných provozních požadavků .

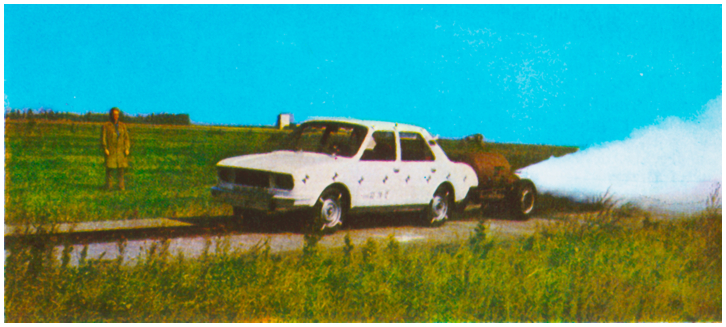
Rozjezd vozidla k nárazu na bariéru parní raketou

ÚVMV se pro svoji progresivitu stal v roce 1972 prvním a nadlouho jediným institutem v rámci zemí RVHP, kdo obdržel notifikaci na homologace vozidel dle požadavků EHK OSN – značka 'E8. Díky tomu se českoslovenští výrobci mohli rychleji dostávat k technickým předpisům a požadavkům pro vývoz „na Západ“ za cenné devizy.

## Galerie

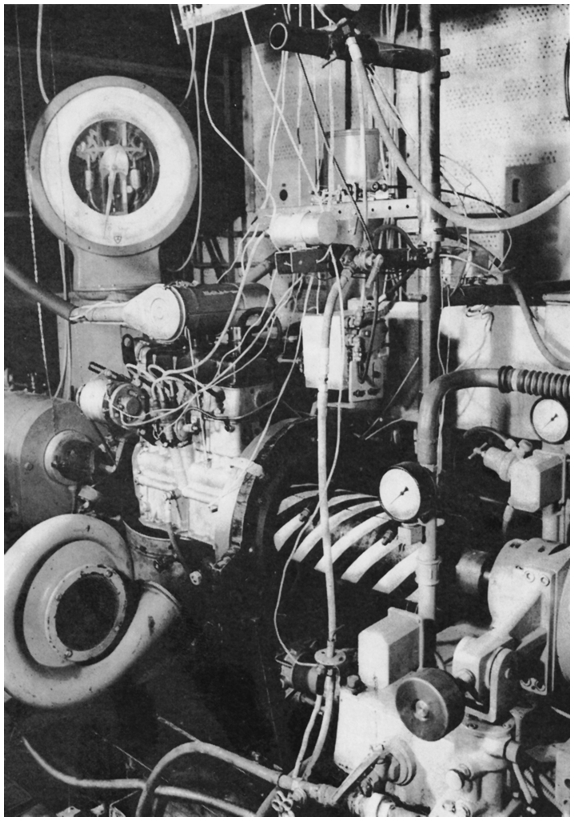
Automatizované brzdové stanoviště s instalovaným motorem
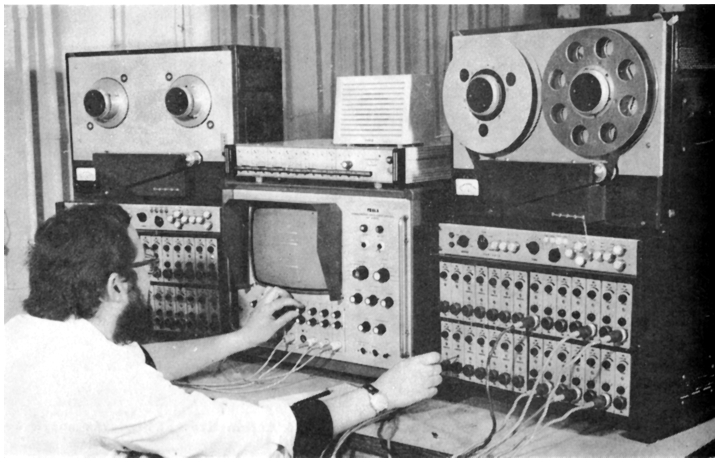
Pracoviště pro kontrolu činnosti a nastavování měřících magnetofonů
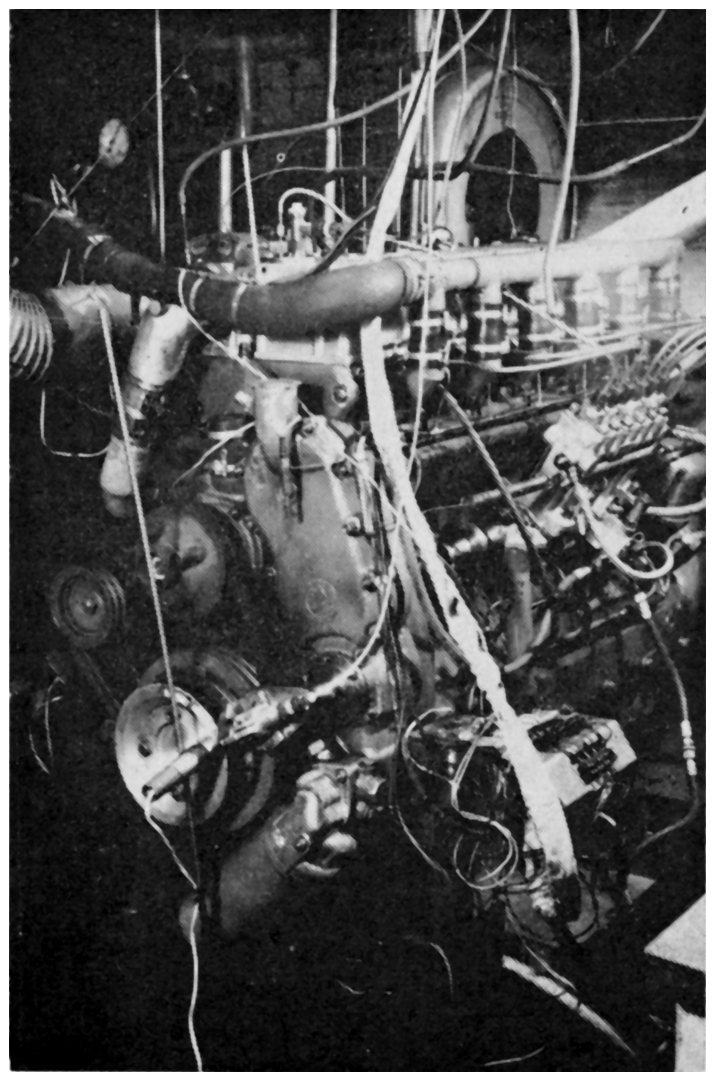
Řadový šestiválcový motor LIAZ s aplikací čtyřventilových hlav válců MH-401 na zkušebním brzdovém stanovišti
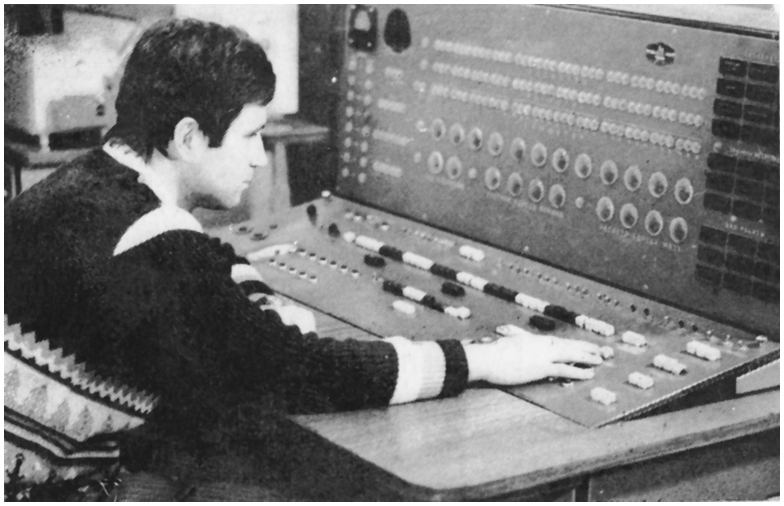
Ovládací pult počítače MINSK-22.
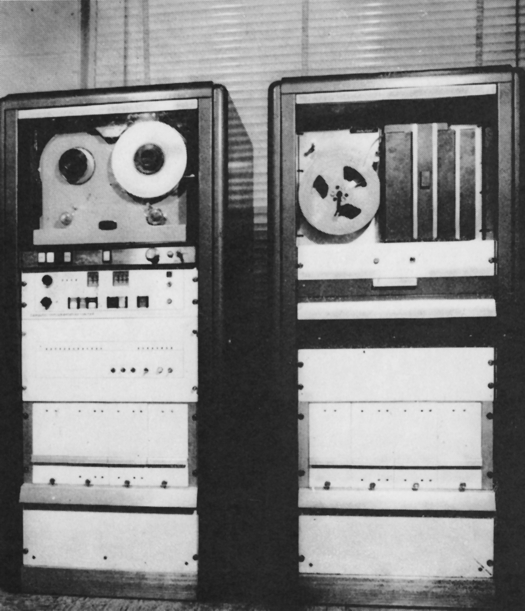
Analogo-číslicový převodník RP8000 připojený k počítači MINSK-22.
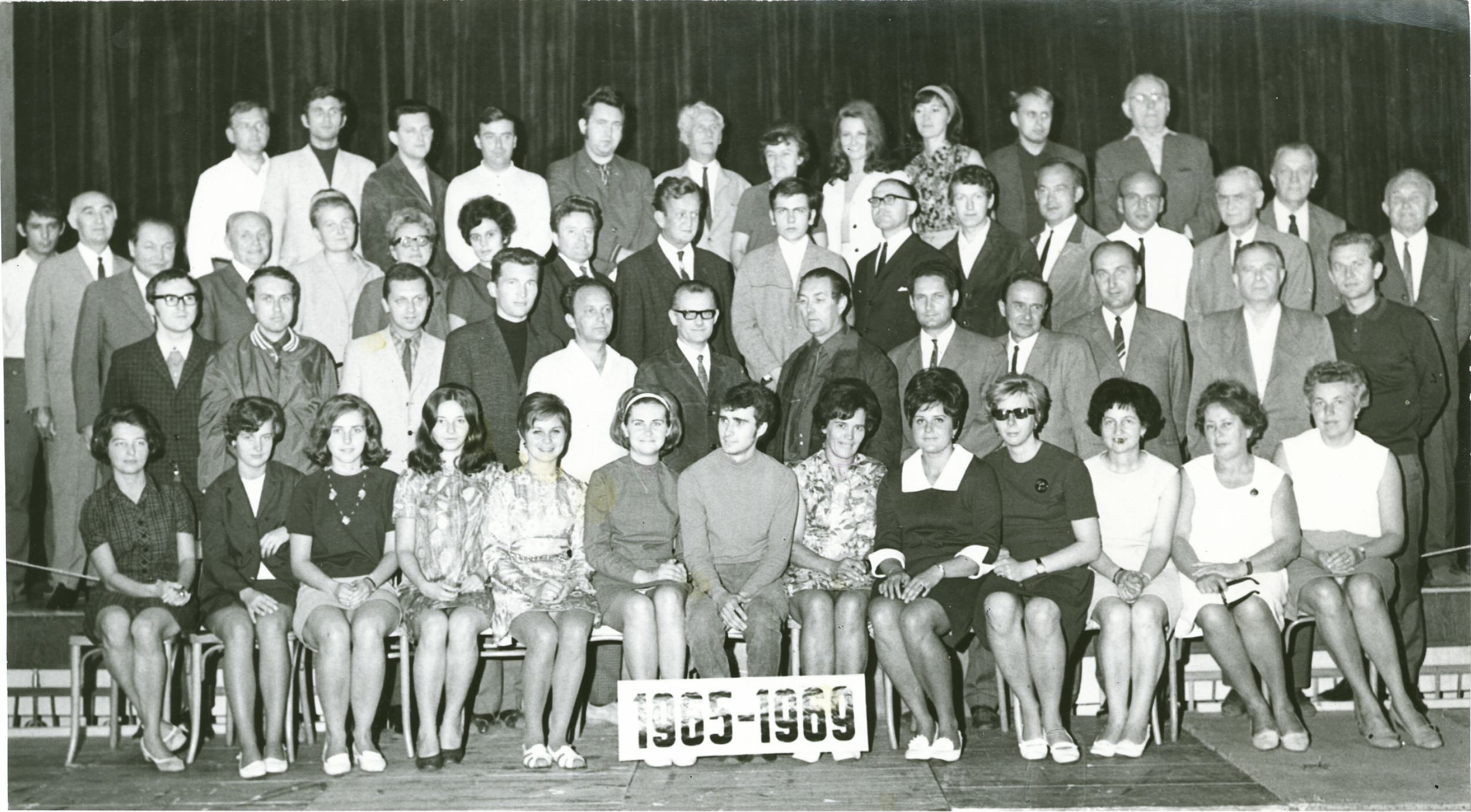
Oborové výpočtové středisko a vedení ÚVMV - skupinová fotografie při 4 výročí založení OVS v závodní jídelně Pragovky
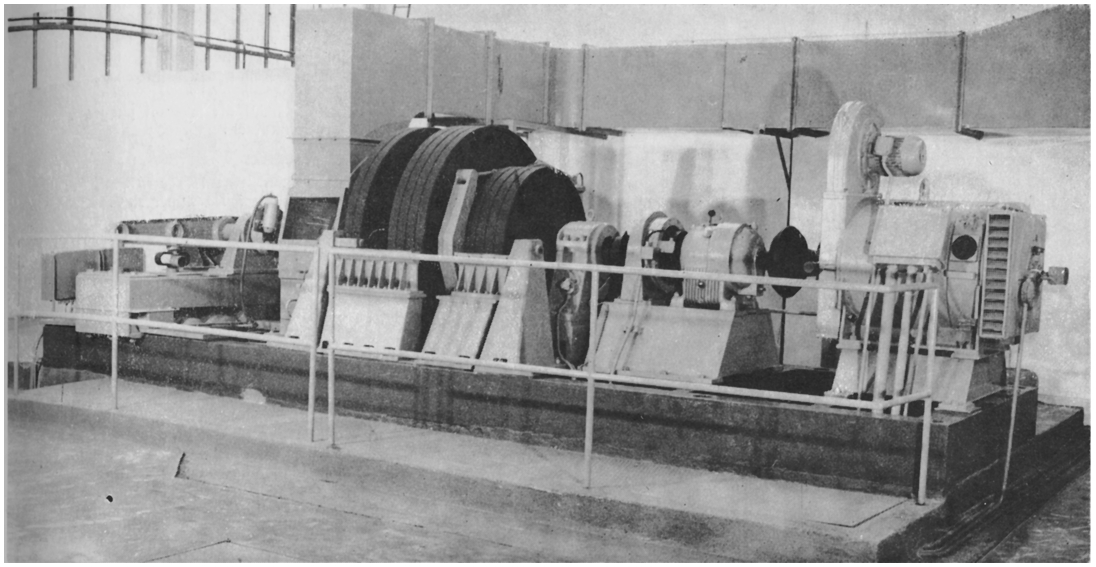
Setrvačníkový stroj pro zkoušky brzdových ústrojí nákladních automobilů a autobusů
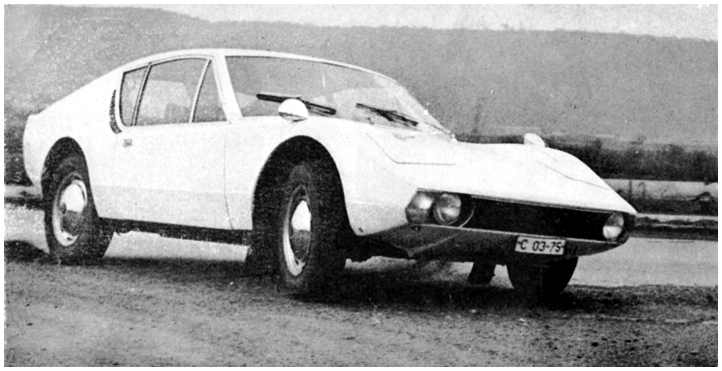
Kupé 1100 GT ÚVMV. Karoserie kompozitní skladby - skleněný laminát a plechový skelet
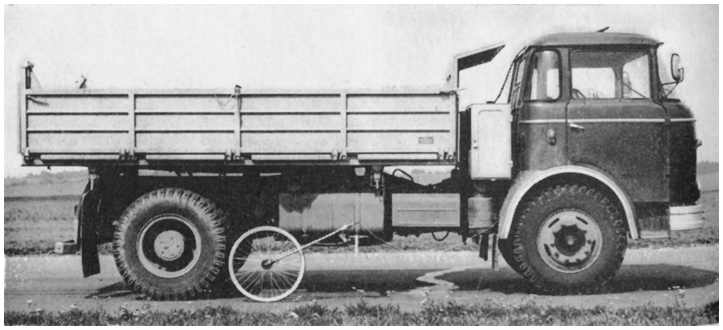
Nákladní automobil Š 706 MTS 24 připravený ke zkoušce brzd (s pátým kolem)
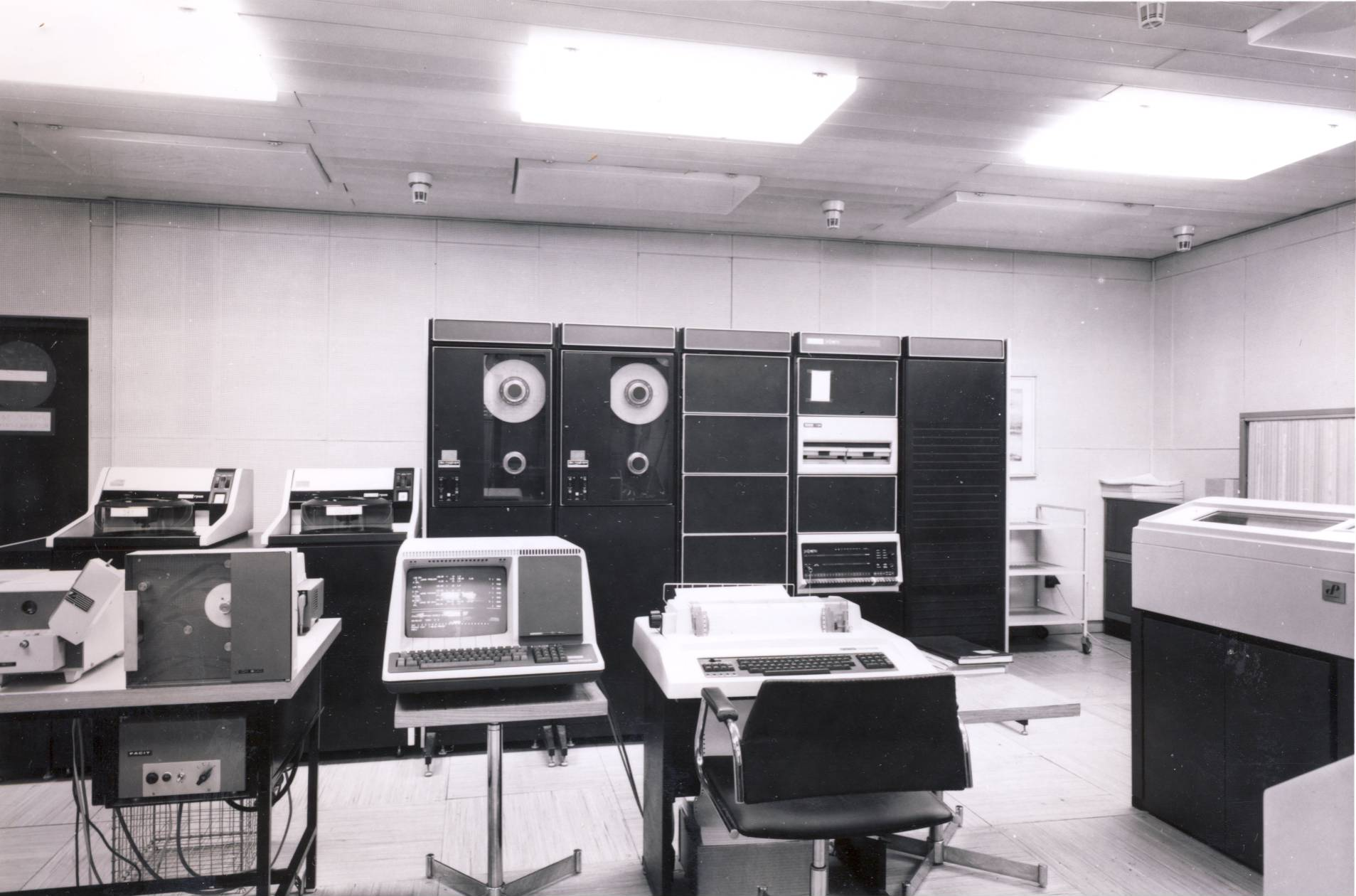
Sál počítače DEC PDP-11/70 v Lihovarské
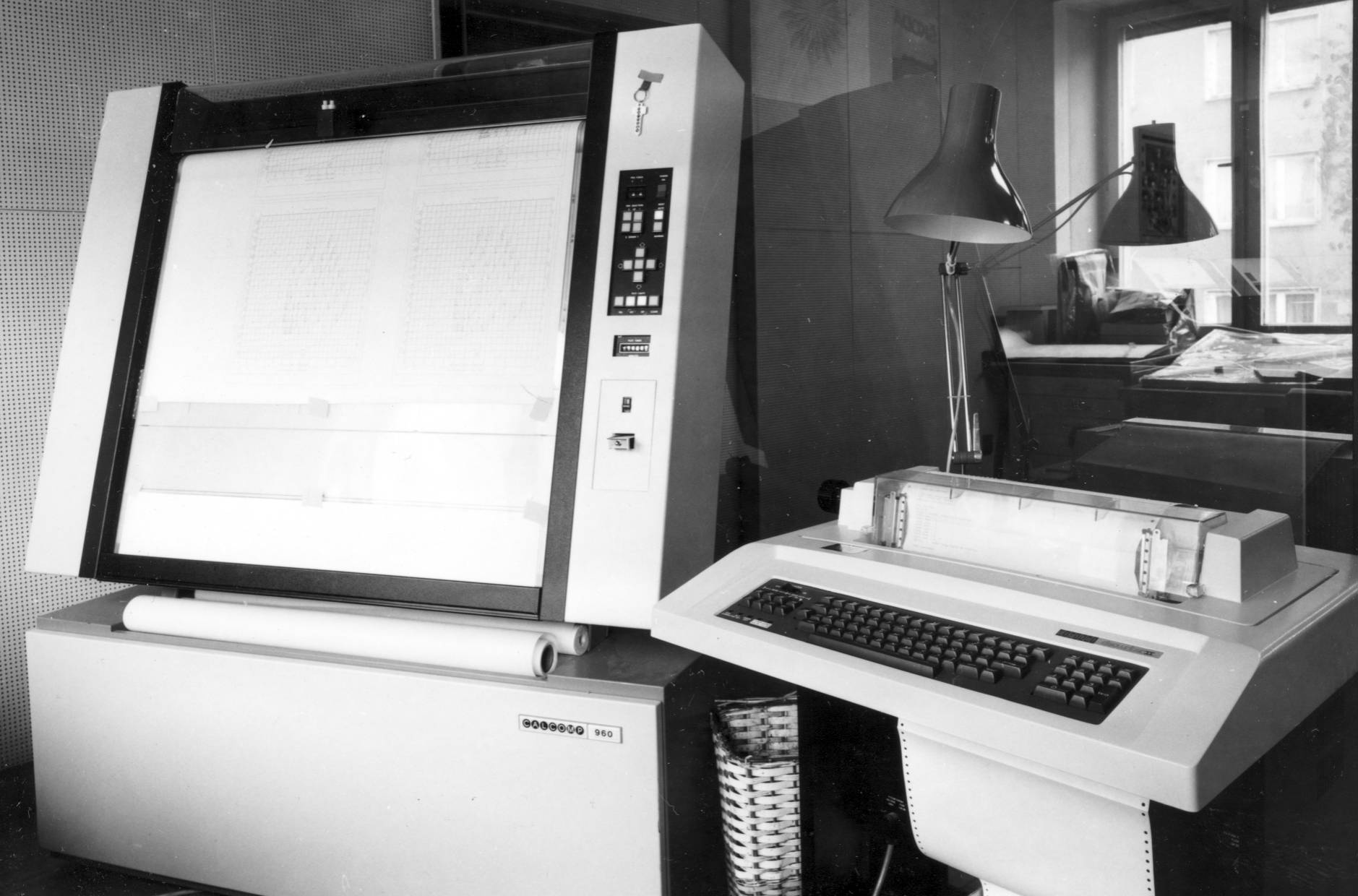
Souřadnicový zapisovač Calcomp 960 a DEC LA36 DECwriter II Terminal v Oborovém výpočtovém středisku ÚVMV v Lihovarské, připojený k DEC PDP-11/70

## Významnější události
- 1950: v automobilce Praga (Praha – Vysočany) se od pokusného oddělení vyčleňuje skupina "Autovývoj" pro přípravu vzniku ÚVMV, která získává vlastní prostory v Pragovce včetně malé prototypové dílny.
- 1952: založen Ústav pro výzkum motorových vozidel jako samostatná instituce se sídlem v Praze - Libni, Lihovarská 12 (u Balabenky).
- 1953: postaveno osm nových stanovišť motorové brzdy.
- 1954: dobudována hala o ploše 750 m2 jako základna zkušeben úseku výzkumu.
- 1956: navázána spolupráce se sovětským výzkumným ústavem NAMI.
- 1957: navázána spolupráce s východoněmeckým výzkumným ústavem WTZ.
- 1957: navázána spolupráce s polským výzkumným ústavem COKBPMOT a s maďarským výzkumným ústavem Autókut.
- 1965: sloučení ÚVMV s Výzkumným ústavem příslušenství motorových vozidel, který v roce 1960 založili výrobci příslušenství – tj. podniky PAL Nový Jičín, Magneton Kroměříž, Autobrzdy Jablonec nad Nisou atd. Protože se činnost obou výzkumných ústavů v mnohém překrývala, byly oba ústavy sloučeny.
V témže roce bylo založeno Oborové výpočtové středisko.
- 1966: výpočetní středisko vybaveno počítačem MINSK 22.[8] Do té doby se využívaly externí počítače.
- 1971: dobudována zkušebna emisí motorových vozidel.
- 1972: ÚVMV, jako první v rámci RVHP, obdržel notifikaci na homologace vozidel dle požadavků EHK OSN – značka E8.
- 1974: výpočetní středisko vybaveno počítačem HP 2100s (dovybavený v roce 1975 tak, aby mohl zpracovávat data z měření).
- 1977: dobudována kompletní státní zkušebna motorových vozidel pro potřeby homologování vozidel.
- 1978: výpočetní středisko vybaveno počítačem DEC-PDP 11/70 se sítí vzdálených terminálů.[10]
- 1989: výpočetní středisko vybaveno počítačem SM 52/12
- 1992: vstup silného zahraničního partnera – TÜV SÜD, orientovaného výlučně na zkušebnictví.
- 1997: zánik ÚVMV.
- 2007: zaniká zbytek názvu ÚVMV přejmenováním TÜV UVMV s.r.o. na TÜV SÜD Auto CZ s.r.o., čímž nástupnický podnik zcela odboural původní hlavní téma, jímž byl výzkum.

## Pracoviště
Prostorová omezení a roztříštěná dislokace řady většinou nevyhovujících pracovišť byly výrazným limitujícím faktorem v průběhu celé existence ÚVMV.
- Praha 9 – Libeň, Lihovarská 12: sídlo ÚVMV, výzkumná pracoviště a zkušebny motorů, od roku 1974 také sídlo výpočetního střediska
- Praha 9 – Vysočany: původní sídlo výpočetního střediska v areálu automobilky Praga. V letech 1965 – 1974 s počítačem Minsk-22[8]
- Praha 9 – Letňany: zkušebna pasivní bezpečnosti v areálu automobilky Avia
- Praha 8 – Kobylisy: oddělení převodovek a technické normalizace
- Praha 4 – Podolí: oddělení patentů
- Praha 2 – Vinohrady: oddělení zkušební a měřící techniky (ZMT) a konstrukce
- Praha 10 – Strašnice: oddělení vývoje a technického rozvoje
- Praha 9 – Kolčavka: úsek zkušebnictví a státní zkušebna.
- Praha 3 – Žerotínova: oddělení mezinárodní spolupráce

## Vedení ústavu

### Ředitelé
- 1952 – 1955: Dr. Ing. Bohumír Mimra - zakladatel a první ředitel ÚVMV
- 1955 – 1958: Vladimír Tyl
- 1958 – 1982: Ing. Vladimír Keppert
- 1982 – 1989: Ing. Jiří Herynk
- 1989 – 1991: Ing. Stanislav Biskup, CSc.
- 1991 – 2002: Ing. Vladimír Volák

| - 1952 – ????: Ing. Štěpán Šmela - ???? – ????: Ing. Ferdinand Tichý - ???? – 1964: Dr. Ing. František Žalud, CSc. - 1964 – 1965: Ing. Karel Křen - 1965 – 1969: Ing. Oldřich Machalický, CSc. - 1969 – 1987: Ing. Jan Baněček - 1987 – 1989: Ing. Antonín Hau, CSc. - 1989 – 1992: Ing. Václav Tajzich, CSc. - 1992 – 1993: Dr. Ing. Miroslav Hanke, DrSc. | - 1952 – 1960: Ivan Majár dipl.tech. (vedoucí „oboru“ zkušebnictví) - 1960 – 1964: Ing. Karel Křen - 1964 – 1986: Ing. František Daďourek, též ředitel státní zkušebny - 1986 – 2000: Ing. František Hrubec, CSc. |

## Význačné osobnosti ústavu
Prof. Dr. Ing. Milan Apetaur, DrSc. (nar. 1929): v letech 1954 – 1958 se zabýval odpružením náprav a jízdní stabilitou automobilů, do roku 1973 pracoval jako člen a později i jako vedoucí konstruktér v pražské konstrukci Tatry například na vývoji automobilů Tatra 613, Tatra 815 a dalších typů. Jako profesor a později vedoucí katedry automobilů působil v letech 1980 – 1994 na Strojní fakultě ČVUT. Je členem společnosti IAVSD (International Association for Vehicle System Dynamics). 1995 – 1999 technický ředitele ROSS Roudnice (krátce též Škoda LIAZ), člen komise pro SZZ FS ČVUT K 221, 1995 – 2002 čestný místopředseda IAVSD. od 2000 přednáší na UJEP FVTM Archivováno 5. 5. 2016 na Wayback Machine.. FISITA: dlouholetý delegát české automobilové společnosti, organizátor a prezident Kongresu FISITA 1996 v Praze. Roku 2010 byl oceněn FISITA Gold Medal of Honour.
Ing. Andrej Barčák (nar. 1946) – absolvent ČVUT, kariéru započal v ÚVMV jako technik, později se angažoval v zahraničním obchodu – podporoval vývoz československých výrobků a zpět přivážel vysoké nároky na zkvalitnění výroby.
1970 – 1973 technik ÚVMV
1973 – 1989 PZO Motokov – různé funkce, včetně dlouhodobého působení ve Velké Británii, na majetkové účasti v New Yorku a od 1987 generální ředitel PZO Motokov
1989 – 1990 ministr zahraničního obchodu ČSSR
Po roce 1990 byl ředitelem General Motors pro východní Evropu, postupně členem představenstev v českých pobočkách společností Delphi Packard Electric, Blaimer a Opel
Od roku 2000 jednatel (dříve generální ředitel) českého zastoupení automobilky Opel.
Prof. Ing. Ferdinand Budinský, DrSc. (1905 – 1956): přední český odborník v oboru pevnosti a pružnosti a externí konzultant ÚVMV od jeho vzniku až do své předčasné smrti.
Ing. Jiří Burian, CSc.: vedoucí skupiny vývoje elektronické měřící techniky pro výzkum.
Ing. Jiří Člupek (1925 – 2006): strojařinu začal v roce 1943, kdy byl totálně nasazen do ČKD Praha jako konstruktér pásových vozidel. ČVUT absolvoval v roce 1947.
1947 – 1949 vývojový pracovník automobilů pro armádu
1949 – 1951 vývojový pracovník civilních nákladních automobilů
1951 – 1960 automobilka Praga – vedoucí vývojové zkušebny (podíl na přípravě Pragy V3S a S5T)
1960 – 1962 automobilka Avia – vedoucí podnikové zkušebny nákladních automobilů
1962 – 1992 ÚVMV – zakladatel oborového zkušebnictví a vedoucí inženýr technického rozvoje.
Dr. Ing. Miroslav Hanke, DrSc. (nar. 1930): nastoupil do ÚVMV hned po absolvování ČVUT v roce 1953.
1959 – 1963 vedoucí oddělení experimentálních metod analýzy pnutí
1974 – 1971 vedoucí odboru pevnosti materiálu
1972 – 1991 vedoucí odboru bezpečnosti, životnosti a materiálů
1992 – 1993 náměstek pro výzkum.
Je členem Svazu automobilových inženýrů SAE USA již od roku 1961, byl expertem OSN pro všeobecnou bezpečnost (GRSG) v Ženevě a je členem státní zkušební komise Fakulty strojního inženýrství ČVUT.
Ing. Antonín Hau, CSc. (1932 - 2011): Specialista na hydrodynamické převody a automatické převodovky. Vedoucí oboru převodů a také náměstek pro výzkum. 
Ing. Petr Hrdlička, CSc. (nar. 1934): přední český specialista v oblasti ozubených převodů, zvláště hypoidních. V letech 1976 – 1983 byl vedoucím útvaru technického rozvoje, poté odešel i se svým kolektivem do AZNP jako šéfkonstruktér projektu Škoda 781. Po roce 1989 vykonával konstruktérské a manažerské funkce u několika zahraničních i domácích firem.
Karel Jabornický (1927 – 1996): spoluzakladatel ÚVMV, v Pragovce byl předtím zástupcem vedoucího konstrukce. Na přelomu 70. a 80. let vypracoval komplexní modernizaci tehdejšího automobilu Škoda 120 LS do podoby modelu M (širší rozchod náprav, hřebenové řízení, sériový motor 130, jednoduchá pětistupňová převodovka a unikátní úhlová kyvadlová zadní náprava, vestavěná bez zásahu do původního skeletu karosérie). Konstrukce byla promítnuta do sériové výroby v AZNP.
Ing. Vladimír Jahn (1907 – 1966): spoluzakladatel ÚVMV. Absolvoval Technikum Mittweide, poté nastoupil do konstrukční kanceláře Pragy. Po celý život obdivoval kvalitu amerických automobilů, zkušenosti se snažil zúročit u Pragy a u Škody.
1928 ASAP, konstruktér
1930 ASAP, přednosta přípravy prototypů a zkušebního oddělení
1933 Škodovy závody Plzeň, přednosta zkušebny vznětových motorů Smíchov, později přednosta opravny automobilů Plzeň
1934 ASAP, později vedoucí ústřední opravny Škoda/AZNP
1948 propuštěn z AZNP, nastoupil zpět do Pragy a od roku 1952 do ÚVMV.
Ing. Stanislav Jahoda: vedoucí skupiny výzkumu a konstrukce zážehových motorů.
Ing. Jiří Kaštovský (nar. 1939): absolvent Fakulty elektrotechnické ČVUT (1964) se v ÚVMV stal vedoucím technické péče a provozu výpočetního střediska a vedl jej až do jeho likvidace v roce 1991.
Ing. Vladimír Keppert (1920 – 2005): dlouhodobý ředitel ÚVMV a víceméně legendární osobnost Ústavu. Roku 1947 absolvoval ČVUT, poté pracoval na Ministerstvu spotřebního průmyslu a souběžně studoval konzervatoř. V letech 1958 – 1982 byl ředitelem celého ÚVMV a dařilo se mu Ústav nejen chránit před přílišným vlivem politické normalizace, ale dokonce ho rozšiřovat a zdokonalovat: obhájil a prosadil pořízení kvalitních zkušebních a výpočetních zařízení, za jeho působení získal ÚVMV i homologaci EHK, prosadil vysílání odborných pracovníků na zahraniční stáže atd. Zájmově, ale na profesionální úrovni od r. 1981 se věnoval i výrobě smyčcových hudebních nástrojů, po odchodu do důchodu se vyučil houslařem. Byl nejdéle fungujícím ředitelem v automobilním průmyslu (24 let), přežil významné politické otřesy a dokázal v maximálně možné míře ochránit ÚVMV a především jednotlivé pracovníky od jejich důsledků.
Ing. Petr Khun (1942 – 1999): absolvoval Moskevský polytechnický institut (1965), poté nastoupil do Tesly Holešovice do výzkumu osvětlovací techniky. V ÚVMV pracoval v letech 1968 – 1991 jako odborník na výpočetní techniku a systémové programování, včetně simulačních metod osvětlení, přičemž o desetiletí předběhl dobu svojí originální metodou projekce – už v roce 1978!
Ing. Karel Koldovský (nar. 1925): spoluzakladatel ÚVMV, odborník na ozubené převody. ČVUT absolvoval roku 1951, načež nastoupil do automobilky Praga a podílel se na konstrukci náprav Pragy V3S. V letech 1956 – 1965 byl vedoucím skupiny výzkumu převodů ÚVMV, pak se vrátil do Pragy a tam jako hlavní konstruktér založil tradici výroby automatických převodovek (zejména pro autobusy) i manuálních převodovek pro Avii, Zetor a stavební stroje. Roku 1970 byl zbaven postu vedoucího a věnoval se konstrukci ventilů.
Ing. Vladimír Korbel (1901 – 1979): v automobilce Praga byl hlavním konstruktérem projektu Praga V3S. Spoluzakladatel ÚVMV, pracoval zde v letech 1952 – 1961 jako vedoucí skupiny pro využití tenzometrie. Po odchodu do důchodu se vrátil do Pragy, jako konstruktér-výpočtář převodovek.
Ing. Štefan Kotoč, CSc. (nar. 1931): v roce 1956 absolvoval Fakultu spalovacích motorů na prestižní moskevské technické univerzitě MAMI a po návratu do Československa nastoupil do ÚVMV. V roce 1965 stál u zrodu oborového výpočetního střediska ÚVMV s počítačem Minsk 22 a stal se jeho vedoucím. Jeho dílem jsou teorie a programy pro výpočty a výrobu vaček pro rozvodové a vstřikovací mechanismy a pro obráběcí stroje (spolupráce s programátorem Josefem Johnem, prom. mat.), výpočty kanálů a těles obecného tvaru s vrstvovou metodou zhmotňování (ideový předchůdce Rapid prototyping - spolupráce s ČVUT) či spalování důlního motoru lokomotivy BL100. V letech 1974 až 1980 byl poradcem Sekretariátu RVHP pro strojírenství, poté se vrátil do ÚVMV a pokračoval jako vedoucí oboru výzkumu vznětových motorů.
Ing. Zdeněk Koutný, CSc. (nar. 1923): do ÚVMV nastoupil ihned po absolvování ČVUT v roce 1954. Od roku 1963 byl vedoucím oboru podvozků a karosérií, od roku 1984 vedoucí oboru homologací EHK OSN.
Ing. Ladislav Kröbl, CSc. (nar. 1936): do ÚVMV nastoupil v roce 1979 do oboru Prognóz a koncepcí  k  řešení státního úkolu pohonných jednotek 30-350 kW. V letech 1985–2006 vedl obor  (divizi) motorů. Pod jeho vedením byla realizována rekonstrukce zkušeben motorů (uzavřený vodní okruh, odvod výfukových plynů, instalace dynamické brzdy do 400 kW, nová generace emisních zařízení) včetně úpravy vzhledu. K velkým projektům patřil vývoj komunálního vozidla a modernizace vozidla ROSS (pro TATRU), byla zavedena emisní měření naftových motorů pro vozidla N2, N3, M2, M3 v dynamických režimech a probíhala spolupráce s ČVUT v rámci výzkumného centra Josefa Božka.
Ing. Bohumír Kurz (1934 – 2018): absolvoval Charkovskou automobilní školu (1959) a téhož roku nastoupil do ÚVMV, kde pracoval až do roku 1992. Výborný programátor matematických modelů (převodovka s hydrodynamickým měničem, SADKO pro zpracování dat ze zkušeben), řešitel termodynamiky spalovacích turbín, tvůrce koncepcí rozvoje výpočetního střediska ÚVMV a vedoucí skupiny programátorů.
Ing. Zdeněk Kurz (nar.1936): konstruktér malého vznětového motoru ÚVMV pro osobní automobil, vedoucí zakázkové konstrukce pro podniky. Autor přednášky o trendu vývoje malých vznětových motorů na prestižní konferenci asociace EAEC ve Štrasburku.
Ing. Rudolf Kužel (1947 - 2017): ekonom, absolvoval VŠE (1975), do ÚVMV nastoupil už v roce 1968. Měl na starosti přípravu výstavby polygonu a koordinaci některých státních úkolů. ÚVMV opustil roku 1983 spolu s Ing. Hrdličkou a Ing. Nepomuckým, kdy byli převeleni do AZNP kvůli přípravě projektu Škoda 781. Poté pracoval v PAL Kbely a na ústředí trustu Československých automobilových závodů, po revoluci si ho vyhlédl německý Fahrzeugexport, později se stal ředitelem dovozu Audi a následně pracoval ve firmě Daimler Bohemia, poté Mercedes Benz ČR.
Ing. Julius Mackerle  (1909 – 1988): původně pracovník Škody Plzeň, kde pracoval v konstrukci vznětových motorů, později přešel do Tatry Kopřivnice, kde se stal hlavním inženýrem. Po II. světové válce nastavil koncepci vzduchem chlazených motorů Tatra V8 a zkonstruoval motor T603. Do ÚVMV přešel koncem 50. let, tvořil nekonvenční mechanismy pohonu vozidel a byl neúnavným propagátorem vzduchem chlazených motorů i v době, kdy již bylo jasné, že tyto motory nemají v osobních automobilech plnohodnotné uplatnění.
Ing. Oldřich Machalický, CSc. (1928 – 2004): vystudoval Fakultu strojního inženýrství ČVUT (1952), poté nastoupil do Pragy na zkušebnu vznětových motorů a v roce 1953 do obdobné zkušebny ÚVMV, kde se věnoval obzvláště problematice vstřikovacích čerpadel. V letech 1960 – 1965 byl ředitelem Výzkumného ústavu příslušenství motorových vozidel, po jeho sloučení s ÚVMV se stal náměstkem ředitele pro výzkum a v letech 1969 – 1989 byl vedoucím oboru zážehových motorů. Vybudoval moderní zkušebnu emisí výfukových plynů, jež měla certifikaci podle předpisů EHS již za hlubokého socialismu – jako jedna z prvních v zemích východního bloku.
Dr. Ing. Bohumír Mimra (1896 – 1958): zakladatel a první ředitel ÚVMV. Roku 1924 absolvoval ČVUT a nastoupil do Tatry Kopřivnice. V letech 1925 – 1927 absolvoval stáž v automobilce Ford v USA, pak až do roku 1936 byl opět v Tatře. Roku 1937 nastoupil do funkce vedoucího pokusného oddělení ČKD Praha, automobilního oddělení Praga. Od roku 1950 byl vedoucím přípravné skupiny státního výzkumného automobilního institutu v rámci Pragy. V roce 1952 založil Ústav pro výzkum motorových vozidel. Mimo jiné v něm zaváděl vícesmyčkové oscilografové snímání a zaznamenávání veličin a dějů na zkušebnách motorů – v době, kdy ještě neexistovaly počítače. Odborně byly zkušebny budovány podle vzoru USA (Mimra byl členem v úvodu zmíněné delegace), ale již tenkrát na ekonomicky i technicky dostupné úrovni. Po odchodu do důchodu přednášel na ČVUT obor Laboratorní zkoušení motorů.
Ing. Jan Nepomucký (1941 - 2021): absolvent VŠST Liberec (1965), v ÚVMV byl od roku 1975 a stal se vedoucím útvaru inovací osobních automobilů, v roce 1983 přešel spolu s Ing. Hrdličkou a Ing. Kuželem do AZNP kvůli přípravě projektu Škoda 781, kde měl na starosti vývoj podvozku a motorů 781.136. Po fúzi AZNP a VW se stal vedoucím vývoje podvozků (od modelu Favorit/Felicia po Roomster).
Ing. Břetislav Novotný (1892 – 1965) – v době meziválečného Československa byl konstruktérem letecké a automobilové továrny Aero, v ÚVMV vedl skupinu dvoudobých motorů.
Ing. František Opička, CSc. (nar. 1937): absolvoval Fakultu strojního inženýrství ČVUT (1965) a poté nastoupil do ÚVMV, kde až do roku 1991 byl postupně systémovým programátorem, vedoucím provozu a vedoucím výpočetního střediska. Podílel se na vývoji FEL-Systému. Je autorem řady původních matematických modelů, výpočetních metod a programů v oblasti simulace jízdy vozidel, mechaniky vozidel a jejich mechanismů, vyhodnocování/analýzy dat a predikce životnosti.
Doc. Ing. Miloš Suchý, CSc. (1932 – 2011): Význačný teoretik v oboru ozubení, zvláště pak čelního a šroubového evolventního soukolí. Původně pracovník Pragy, později v ÚVMV.
Ing. Štěpán Šmela (1912 – 1995): konstruktér prototypu bezventilového dvoudobého vznětového motoru ÚVMV s přeplňováním. První náměstek pro výzkum v ÚVMV.
Ing. Vladimír Tyl (???? – ????): druhý ředitel ústavu (1955 – 1958), zapsal se do historie jako vedoucí týmu který v neuvěřitelně krátké době vytvořil velmi úspěšný vojenský terénní automobil Praga V3S (inspirovaný americkým terénním automobilem GMC CCKW 352/353, s motorem poloviny Tatra 111). Odborným vedoucím (hlavním konstruktérem projektu) byl ing. Korbel.
Ing. Josef Zenker (1906 – 1978): spoluzakladatel ÚVMV. V roce 1939 nastoupil v koncernu ČKD do oddělení SPE (speciálních vojenských strojů, pásových a kolových vozidel) vedeného Ing. Alexejem Surinem. V roce 1945 byl jmenován hlavním inženýrem nově vzniklého n.p. Auto Praga – AZKG a měl vedoucí podíl na obnově poválečné výroby v nových prostorách, získaných pro Pragu v sousedícím areálu Aero náhradou za vybombardované původní objekty Praga. Angažoval se v konstrukci a přípravě výroby vojenského třínápravového speciálu Praga V3S (kterou obhájil před vojenskými komisaři Čepičkova Ministerstva národní obrany) i jeho následné civilní verze Praga S5T, pro které vedl přípravu dispozičně vhodné a disponibilní výrobně-montážní linky. Později působil i jako první náměstek ředitele ve Sdružení podniků příslušenství motorových vozidel a jako vedoucí odboru dlouhodobého rozvoje na ČAZ. Coby osvědčený stratég a organizátor byl v ÚVMV pověřen i dlouhodobou strategií ústavu a koncepcí s pravidly postupného nabírání absolventů technických vysokých škol a odborníků z praxe. Je nositelem "Státního vyznamenání za zásluhy o výstavbu" a dvojnásobným nositelem stříbrného odznaku "Nejlepší pracovník ministerstva všeobecného strojírenství".
Dr. Ing. František Žalud (1919 – 1993): odborník na vznětové motory, spolehlivost a životnost konstrukcí. Roku 1941 absolvoval University of Strathclyde, Glasgow a po II. světové válce se vrátil do Československa, kde v letech 1946 – 1952 pracoval v ČKD Praha na výzkumu strojů. V letech 1959 až 1964 byl náměstkem ředitele pro výzkum, v letech 1964 až 1980 vedoucí oboru vznětových motorů. Člen mezinárodní federace automobilového inženýrství FISITA.
V ÚVMV zakotvily ke sklonku tvůrčího života také další historické osobnosti (nejen českého) motorismu a strojírenství, například:
- Rudolf Vykoukal ... vůz Aero Minor a jeho motory[29]
- Zdeněk Pilát ... lidové vozidlo[30] a historické letecké motory[29]
- Alexej Michajlovič Surin ... série tanků ČKD řady AH-IV a LT-38, spalovací turbína pro terénní vůz
- Lubomír Skokánek ... konstruktér strojů
- Vladimír Vítek ... konstrukce vozu Praga V3S, zejména hnacích náprav
- Jan Lanc ... původně hlavní konstruktér nákladních a speciálních vozidel Pragy[31]
- Hugo Rosák ... plochodrážní motocyklový závodník

Výraznými postavami ústavu však byly i některé skromné, ale přesto nezbytné osobnosti ústavu jako Soňa Horecká (literatura obzvláště zahraniční, dokumentace), Miloslava Majárová (kooperace a zásobování ústavu všemožnými materiály pro prototypovou výrobu), Antonín Bém (kvalitní horizontální frézař) a mnoho jiných lidí, obzvláště z řad zkušebních techniků a mechaniků.

## Ukončení činnosti ÚVMV
Po roce 1989 se rozpadem systému plánovaného hospodářství ve státě nejprve rozpadl trust ČAZ a jednotlivé podniky se organizačně víceméně osamostatnily. Díky otevření hranic se mohly začít samy vybavovat potřebnou technikou, kterou do té doby neměly, a posílily vlastní vývoj na úkor spolupráce s ÚVMV, jehož význam na českém logicky začal v té době klesat.
ÚVMV v průběhu let 1992–1995 prošel kuponovou privatizací a následně vzniklá UVMV Consulting a.s. vložila svoje obchodní aktivity a hlavní objekt do joint-venture s TÜV Bayern (později TÜV Sueddeutschland). Německý investor vstoupil kapitálově, což umožnilo postavit novou zkušebnu pasivní bezpečnosti poblíž Škoda Auto a sestěhovat všechny laboratoře do Lihovarské ulice. Postupně byly obnovovány spolupráce s tradičními obchodními partnery a Ústav se zapojil i do řešení zakázek německého partnera. Portfolio ÚVMV muselo být přizpůsobeno tržním podmínkám, což znamenalo i rušení některých tradičních odborností, ale na druhé straně se podstatně rozvíjely jiné obory (pasivní bezpečnost, počítačové simulace, atd.). Po určitých personálních změnách (1997-8) v Mnichově a hlavně kolem roku 2000 začal sílit tlak německého vedení na utlumení veškerých výzkumně-vývojových aktivit a naopak zdůraznění schvalovacích a inspekčních činností. To, spolu s útlumem zkušeben, vedlo k postupné orientaci na administrativní činnosti. Tento trend započal prodejem dalších zkušeben po roce 2002, několikanásobným přejmenováním společnosti a skončil prodejem zkušebny pasivní bezpečnosti, včetně převodu s ní spojených odborníků.
Zbyla tedy organizace TÜV SÜD, která s původním Ústavem již neměla mnoho společného a podle slov svého tehdejšího generálního ředitele Olega Spružiny „... nový název také jednoznačně vymezuje zaměření našich služeb a mimo jiné definitivně potvrzuje fakt, že jsme se již odpoutali od činnosti původního výzkumného ústavu a nadále se hodláme věnovat především schvalování, zkušebnictví a engineeringu v oblasti automobilového průmyslu.“